# Ars Magna
Artis magnae sive de regulis algebraicis liber unus, conosciuto anche come Ars Magna, è un libro di matematica del 1545 di Girolamo Cardano, un medico, matematico e filosofo italiano. In quest'opera Cardano tratta la soluzione per radicali di equazioni algebriche fino al terzo e quarto grado, offrendo al lettore una raccolta delle conoscenze matematiche sull'argomento dei suoi tempi.